# Фри-джаз
Фри-джаз (англ. free jazz, дословно — «свободный джаз») — стиль современной джазовой музыки, для которого характерен отход от принципов тональной организации музыкального материала, блюзовой последовательности аккордов, традиционной свинговой ритмики. Основной акцент делается на свободу импровизации (зачастую групповой), разнообразие выразительных средств, позволяющее максимально полно отразить интеллектуальную и чувственную составляющие музыки. Основу стиля заложили во второй половине 1950-х годов саксофонист Орнетт Коулмэн и пианист Сесил Тэйлор. Большое влияние на формирование фри-джаза оказали также поздние работы Джона Колтрейна, а в список основных «пионеров» стиля, помимо Коулмэна и Тэйлора, входят Сан Ра, Эрик Долфи, Альберт Эйлер, Арчи Шепп, Билл Диксон, Дон Черри, Фэроу Сэндерс, Рашид Али, Бартон Грин, Пол Блей, Артур Дойл.
Фри-джаз, как правило, считается экспериментальным, новаторским направлением, но иногда позиционируется и противоположным образом — как попытка вернуть джаз к его «корням», этническим или религиозным. Иногда в значении фри-джаза употребляются термины «абстрактный джаз», «новая вещь», «новое явление», «новый джаз», «авангардный джаз» (в других вариантах авангардный джаз считается либо более широким понятием, либо родственным течением, отличающимся от фри-джаза композиционными принципами). Стиль получил своё название благодаря альбому Орнетта Коулмэна «Free Jazz: A Collective Improvisation» (записан в 1960 году).

## Характеристика

### Стиль

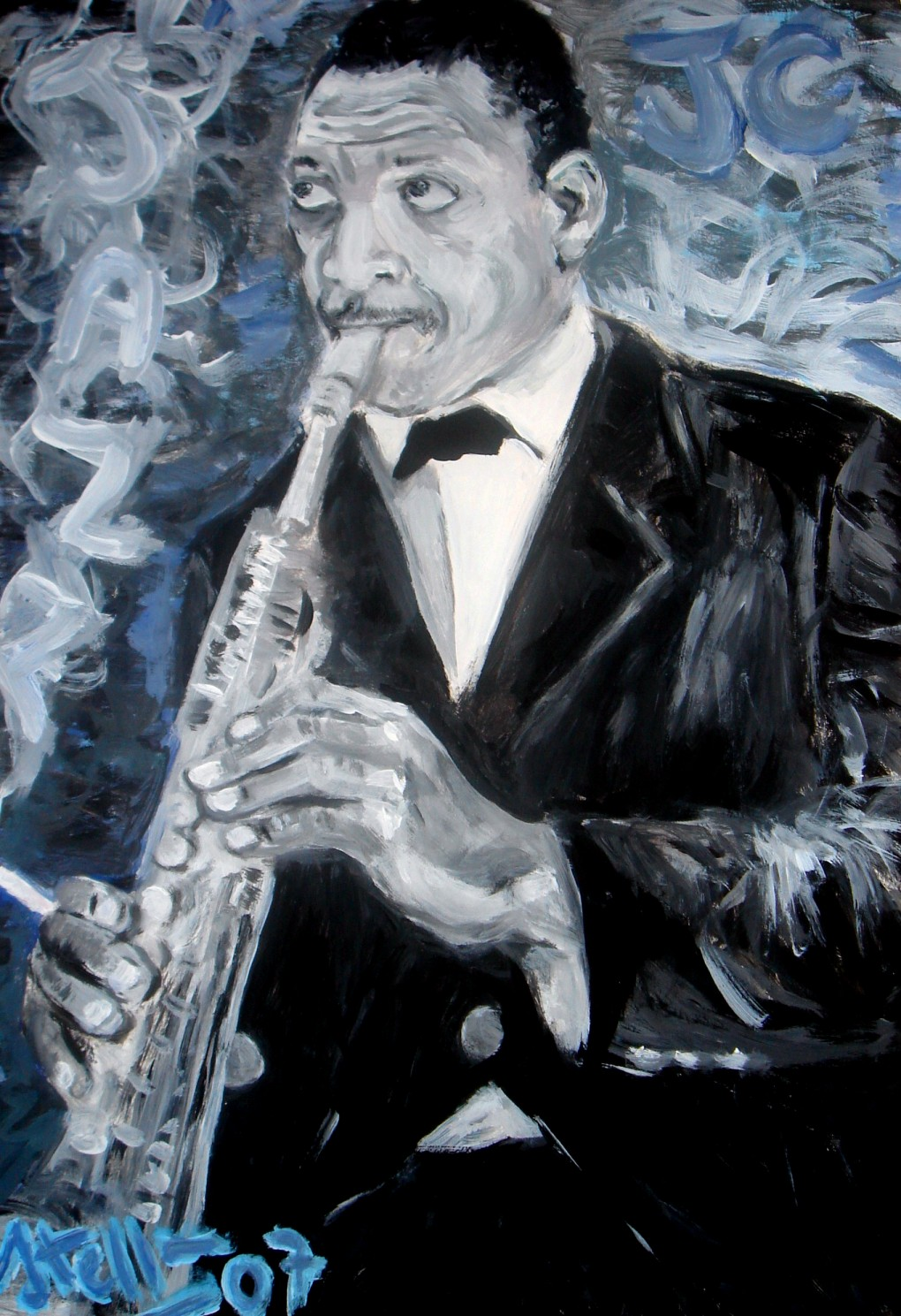
Портрет Джона Колтрейна работы Паоло Стеффана.

В силу своих концептуальных и стилистических особенностей фри-джаз фактически не имеет чёткого определения. Любое сформулированное определение усложняется или даже опровергается творчеством музыкантов, исповедующих совершенно другие принципы прочтения фри-джазовой музыки или смешивающих её с другими стилями. Точка зрения гитариста Марка Рибо:
Фри-джаз — очень иллюзорное понятие, потому что люди, которые, как правило, ассоциируются с фри-джазом и которых я связываю с фри-джазом — например, Орнетт Коулмэн или Альберт Эйлер — хоть и освобождались от рамок бибопа, на самом деле разрабатывали новые структуры композиции. Многое сказано о гармолодической теории Орнетта Коулмэна. Думаю, это применимо ко всем исполнителям фри-джаза. Они действительно создавали новую форму. Само название фри-джаза подразумевает отказ от формы, в то время как реальность была противоположной…
Оригинальный текст (англ.)Free jazz is a very illusive term because the people who are mostly associated with, who I associate anyways with free jazz like Ornette Coleman and Albert Ayler were in fact, although they were freeing up certain strictures of bebop, were in fact each developing new structures of composition. It is very explicitly talked about in Ornette Coleman's harmolodic idea. It's true, I think to all of the free jazz players. They were developing new form, really. So the name, free jazz, implies people just abandoning form, whereas, in fact, the reality was the opposite...

Многие фри-джазовые музыканты (особенно играющие на духовых инструментах — Джон Колтрейн, Фэроу Сэндерс, Джон Зорн, Дьюи Рэдмэн, Энтони Брэкстон и другие) используют техники извлечения резких, «немузыкальных» звуков. Более ранние разновидности джаза основывались на принципах блюзового периода (двенадцатитактового блюза) или тридцатидвухтактовой формы; фри-джаз фактически перестал зависеть от строгой и заранее определённой структуры. Другие формы джаза, как правило, используют постоянный метр и чёткую сетку ритмической пульсации. Во фри-джазе могут присутствовать пульсация и свинг, но без постоянного метра (который, впрочем, не исчезает, а скорее свободно варьируется), с частыми аччелерандо и ритардандо. Традиционный бит заменяется нерегулярной полиметрической конструкцией — иными словами, преобладает ритмическая нерегулярность.
По словам Эрика Долфи, когда он репетировал в своём доме, птицы всегда начинали щебетать вместе с его саксофоном. Тогда музыкант прерывал то, что играл, и присоединялся к ним.
Кроме того, более традиционные джазовые направления основаны на гармонических структурах (обычно на диатоническом звукоряде); во фри-джазе по определению наблюдается как освобождение от подобных структур, так и соблюдение принципов более раннего джаза. Во фри-джазе можно услышать диатонические, доминантные и блюзовые фразы, а также использование в соло «открытых риффов» на одном аккорде, как, например, в колтрейновской аранжировке джазового стандарта «Afro Blue» Монго Сантамарии. Наблюдается отход от обязательного проигрывания определённой «темы», но снижения тематизма (то есть идейной и содержательной насыщенности) при этом не происходит; кроме того, как в пуантилистической мелодике сериализма, во фри-джазовой фактуре нередко преобладает «атомизированный» тип мелодии.
Пианист, теоретик Гуэрино Маццола и Пол Черлин характеризуют фри-джаз следующими тезисами:
- Фри-джаз — это джаз, в котором музыканты целиком берут на себя ответственность за то, что играют;
- Фри-джазмены не обращаются к шаблонам и во время исполнения должны согласовывать каждый элемент импровизации с партнёрами;
- Не существует заранее заданного сценария, создание музыки происходит как часть сложной и динамичной игры;
- Правила этой игры постоянно создаются и уничтожаются самими музыкантами;
- Исполнителям необходимо непрерывно обрисовывать контуры ритма, музыкальной структуры;
- В случае успеха игры рождается новая сущность: «распространяемый поток индивидуальности».

Как правило, подобная музыка исполняется малыми составами, но встречаются и исключения. К примеру, с 1965 по 1975 годы существовал фри-джазовый биг-бэнд Jazz Composer's Orchestra; в записи альбома Джона Колтрейна «Ascension» (1965) приняли участие 11 музыкантов; в 1966 году фри-джазовый пианист Александр фон Шлиппенбах основал биг-бэнд Globe Unity Orchestra, а в 1988 — Berlin Jazz Composers Orchestra; существует «Оркестр московских композиторов», творчество которого часто относят к данному направлению.

### Инструментарий
Для фри-джаза в целом характерно использование традиционных джазовых инструментов. Однако, в силу изначальной экспериментальности направления и творческой свободы, некоторые исполнители расширяют этот набор. К примеру, Энтони Брэкстон играет на таких инструментах, как контрабас-саксофон, сопранино-саксофон и контрабас-кларнет, редко используемых в музыке любых жанров. В активе другого деятеля джазового авангарда, Виллема Брёкера, есть композиция для трёх шарманок и 19 мандолин.
Вокал встречается в музыке свободного джаза редко. Тем не менее среди новоджазовых вокалисток можно отметить чешскую певицу Иву Биттову, уделяющую много внимания импровизации, а также Дженни Ли (использовала скрипы, шумы и другие звуки), Лорен Ньютон, Валентину Пономарёву, Сайнхо Намчылак. Известны примеры Майка Паттона, чей вокал можно услышать на различных записях Джона Зорна, и Леона Томаса, сотрудничавшего с Арчи Шеппом, Фэроу Сэндерсом и другими.

## История

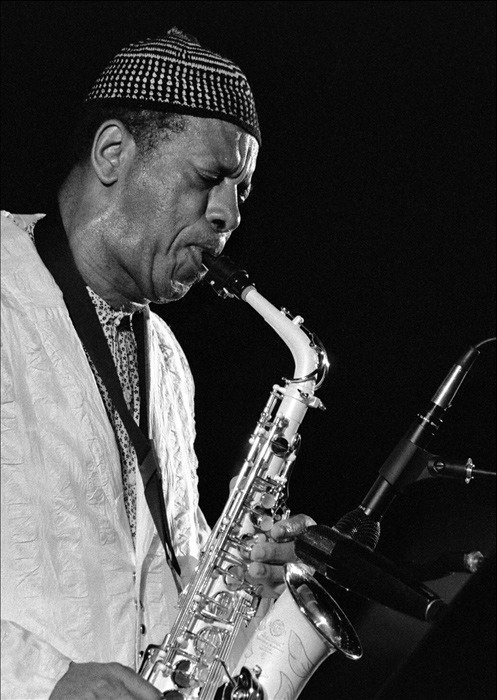
Орнетт Коулмэн, один из основателей фри-джаза

Предпосылки к возникновению подобной музыки можно заметить в более ранних записях, нежели известные новаторские пластинки Коулмэна — к примеру, соответствующие тенденции (а именно — свободная атональная импровизация) прослеживаются в пьесах Ленни Тристано «Intuition» и «Digression» 1949 года. Однако началом интенсивного развития фри-джаза следует считать именно альбомы Орнетта Коулмэна «Something Else!» и «Tomorrow Is the Question», вышедшие под маркой Contemporary, а также пластинки Сесила Тэйлора «Jazz Advance» и «Looking Ahead». Они увидели свет в середине 1950-х годов и опирались ещё на бибоповые и хард-боповые формы, но эксперименты со звучанием и характером импровизаций позволяют судить о них, как о точке отсчёта нового стиля. Движение набрало полный ход, когда Орнетт Коулмэн переехал с Западного Побережья в Нью-Йорк и подписал контракт с Atlantic Records: такие альбомы, как «The Shape of Jazz to Come» и «Change of the Century» получились гораздо более экспериментальными, чем ранние работы музыканта, а благодаря пластинке «Free Jazz: A Collective Improvisation» новый стиль обрёл своё имя.
В 1964 году Билл Диксон организовал первый фри-джазовый фестиваль с «говорящим» названием «October Revolution in Jazz», состоявшийся в Cellar Cafe на Манхэттене. Это событие можно считать отправной точкой становления фри-джаза, как одной из главных сил на джазовой сцене. Вскоре после фестиваля Диксон основал «Гильдию джазовых композиторов» (Jazz Composers Guild), что впоследствии вылилось в создание ансамбля Jazz Composer’s Orchestra.
Привыкнув к авангардному искусству за счёт концертов современной академической музыки, аудитория континентальной Европы восприняла фри-джаз гораздо быстрее, нежели американский слушатель. Большая часть джазовых клубов США по-прежнему ориентировалась на «развлекательный» аспект, в то время как европейские гастроли Колтрейна (1961), Тэйлора (1962), Шеппа (1963), Черри (1964), Эйлера (1964) и, наконец, Коулмэна (1965) не просто стали импульсом к развитию локальных фри-джазовых сцен, но придали американским музыкантам уверенность, в которой они нуждались.
В 1965 году писатель Ле-Руа Джонс (позднее принявший имя Имама Амири Барака) основал в Гарлеме Black Arts Theatre — театр негритянского искусства, ориентированный в первую очередь на авангардные формы джаза. Через год Орнетт Коулмэн был признан музыкантом года согласно опросу читателей журнала «Down Beat».

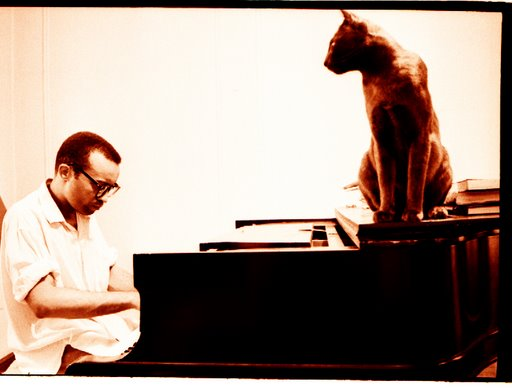
Сесил Тэйлор в своей квартире. 1960-е.

1965 год также ознаменовался созданием в Чикаго AACM — Association for the Advancement of Creative Musicians (Ассоциация для Продвижения Творческих Музыкантов). Членами этой организации, создававшейся фри-джазовыми музыкантами и изначально ориентированной на подобную музыку, по сей день является множество известных джазменов — в частности, Мухал Ричард Абрамс (основатель), Энтони Брэкстон, Чико Фримэн и другие. Важнейшим проектом ассоциации стала основанная в 1968 году группа Art Ensemble of Chicago, являющаяся одним из ключевых фри-джазовых составов. И вновь первое признание пришло к авангардному ансамблю в Европе: в 1969—1970 годах группа в течение 18 месяцев выступала в клубах Парижа и лишь в начале 1970-х годов получила известность на родине. В творчестве Art Ensemble of Chicago проявились важные концептуальные и мировоззренческие черты фри-джаза:
Квинтет добился успеха благодаря удачному синтезу авангарда с традиционными формами джаза, рок-н-роллом, блюзом, африканским фольклором. Джозеф Джармен в одном из интервью сказал: «…наша музыка — синтез всех форм музыки Вселенной. Музыка черной расы соединяется с элементами музыки европейской». Музыканты считали себя миссионерами и утверждали, что исполняют не джаз, а «Великую черную музыку». Но основой музицирования все-таки стал фри-джаз, который позволял, как сказал Лестер Боуи, «полностью выразить свои чувства».

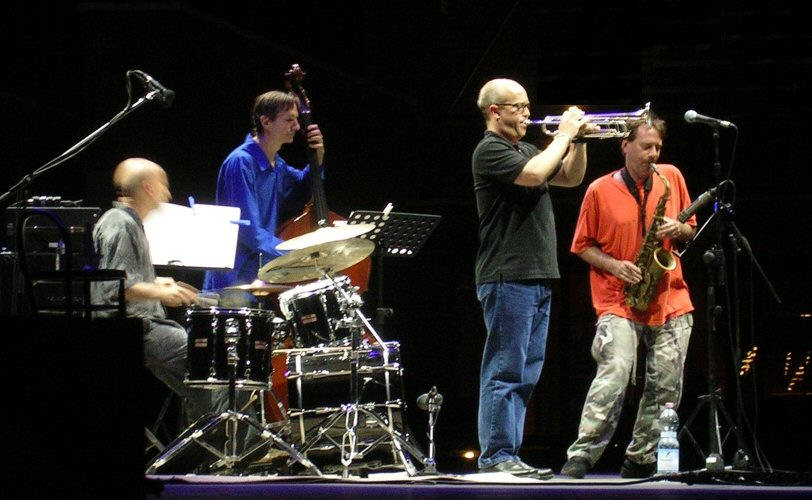
Masada Джона Зорна.

Однако ещё больший интерес возник у многих исполнителей фри-джаза к неевропейской музыке — в частности, восточной, изучением и взаимодействием с которой вплотную занимались Джон Колтрейн, Дон Черри, Фэроу Сэндерс. В первой половине 1980-х годов на фри-джазовом горизонте появилась фигура саксофониста Джона Зорна, в данный момент являющегося одним из крупнейших и разнообразнейших исполнителей джазового авангарда. Для творчества Зорна (особенно в рамках его проекта Masada) характерен яркий симбиоз с еврейскими музыкальными традициями, с клезмером. В 1990-х годах Джон Зорн основал «проект радикальной еврейской культуры» и лейбл Tzadik, во многом специализирующиеся именно на подобном симбиозе. Из музыкантов, сотрудничающих с Зорном, следует выделить гитаристов Марка Рибо и Фреда Фрита, басиста Билла Ласвелла, трубача Дэйва Дугласа, вокалиста Майка Паттона, пианиста Бору Бергмана и других.
Начиная с 1970-х годов, «вторая волна» фри-джаза получила активное и разнообразное развитие в творчестве Сэма Риверса, Дэйва Холланда, а также Вадада Лео Смита и многих других представителей AACM. В то же время в Нью-Йорке возник феномен лофт-джаза — экспериментального направления, отличившегося «околомузыкальным» антуражем: представители этого движения репетировали, выступали и записывали пластинки в помещениях заброшенных фабрик и заводов. В числе участников — члены AACM (в том числе Art Ensemble of Chicago, Мухал Ричард Абрамс, Энтони Брэкстон, Дэйв Холланд, Сэм Риверс) и сент-луисской Black Artists Group (Оливер Лэйк, Хамиет Блутт и др.). Далеко не все адепты свободного джаза присоединились к этому течению. В 1970-1980-е годы (и позже) своей, уникальной дорогой, развивающей и сильно дополняющей традиции старого фри-джаза, пошли такие исполнители, как трио Medeski Martin & Wood, Мэттью Шипп, Сабир Матин, Уильям Паркер, Фред Андерсон и многие другие.
В 1981 году канадский режиссёр Рон Мэнн создал документальный фильм о фри-джазе «Imagine the Sound», в который вошли интервью и выступления четверых отцов стиля — Билла Диксона, Пола Блея, Сесила Тэйлора и Арчи Шеппа. В фильме также появляются пианист Кенни Вернер, басисты Санто ди Бриано и Арт Дэвис, барабанщики Фредди Уэйтс и Джон Бетч.

## Концепции

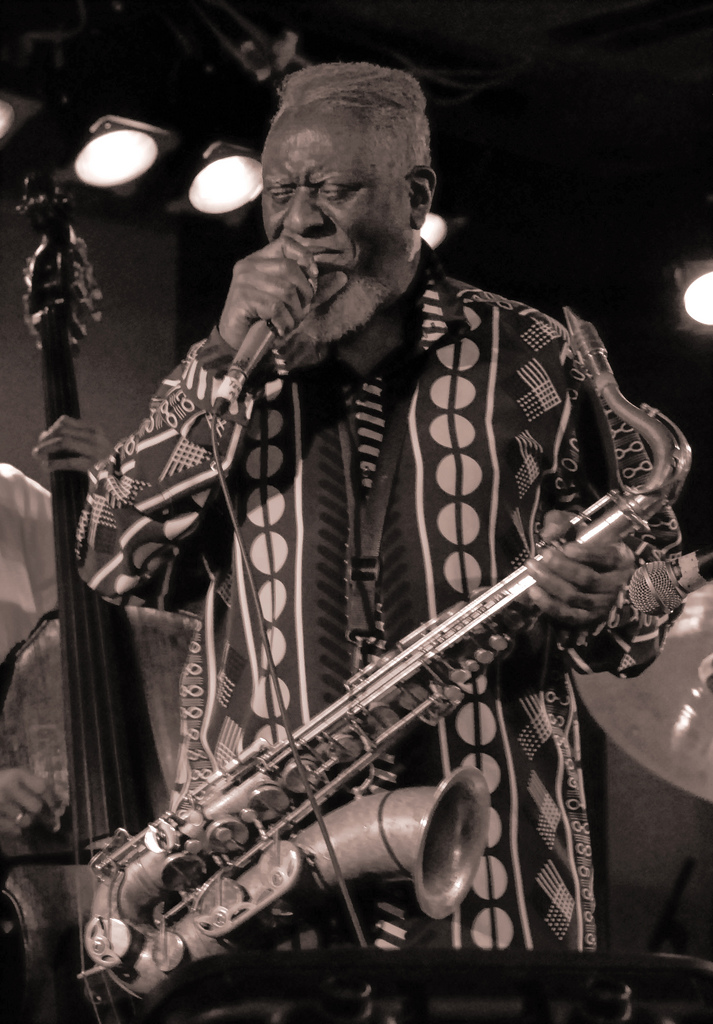
Фэроу Сэндерс привнёс во фри-джаз элементы арабской музыки и культуры.

Очевидно, что, как и в большинстве более или менее современных джазовых стилей, ключевой фигурой фри-джаза является исполнитель, его «голос», а не интерпретация композиторского замысла, в отличие от классических музыкальных форм. По мнению исследователя джаза Е. С. Барбана, каждый исполнитель (точнее, музыкальная проекция творческой личности) является здесь художественным произведением, а талант трансформирует эту личность в различные художественные символы — объекты эстетического созерцания. В свою очередь, среди главных эстетических принципов фри-джаза Барбан выделяет аффект, экзальтацию, психическую одержимость, ориентацию на спонтанное чувство. Музыковед полагает, что эти принципы роднят фри-джаз с музыкой, созданной молодёжной контркультурой 1960—1970-х годов (рок, поп).
Освобождение от рамок тональности, гармонии и пр., разрыв во многих аспектах с европейской музыкальной традицией связаны с усилением расового самосознания темнокожих музыкантов, проявлявшемся в то время в достаточно радикальных формах. Фри-джазу никогда не было свойственно скрывать свою идеологическую подоплёку, эстетический и социальный протест зачастую афишировался, однако выявить некую единую, тотальную идеологию культуры свободного джаза и систематизировать её не представляется возможным.
Несмотря на очевидную ориентацию на негритянское расовое самосознание, аутентичную самореализацию, фри-джазовые концепции подвержены, как уже было упомянуто в предыдущем разделе, симбиозу с другими культурами, зачастую радикально отличающимися от «чёрной». Причём подобные пересечения носят не поверхностный, декоративный характер, а являются действительно глубинными процессами, стремлением впитать не только музыкальную традицию другого народа, но и особенности её эстетического и духовного окружения. Если индийская музыкальная культура привлекала джазменов в первую очередь богатством ритмики и привела также к творческому осмыслению индуистских и буддистских концепций, то интерес к арабской традиции сочетался с принятием многими музыкантами ислама (что, впрочем, началось ещё в 1940-е годы, задолго до расцвета фри-джаза — можно привести в пример Арта Блэйки). Джон Зорн также зачастую позиционирует религию в качестве источника вдохновения, что выражается в названиях треков и оформлении альбомов.
Для фри-джаза характерно понимание того, что границы между «музыкальным» звуком и шумом крайне расплывчаты, и фактически любой звук, на первый взгляд не имеющий отношения к музыке, может быть творчески преобразован и использован в композиции или импровизации. Такой подход несколько роднит фри-джаз с современным академическим авангардом. Уместно процитировать академического композитора Карлхайнца Штокхаузена:
Звуки, которые раньше классифицировались как шум, сегодня включены в музыкальный словарь... Все звуки — это музыка... Музыка, использующая все, что сегодня слышится, — это музыка сегодняшнего, а не завтрашнего дня в нашем пространственном веке, где движение, направление и скорость звуков — умышленные элементы композиции. Дело заключается в освежении и обновлении нашего звукового арсенала всеми доступными на данное время средствами, как это было на любом из предыдущих этапов развития музыки
Энтони Брэкстон иногда использует математические принципы, в частности, теорию групп, что не снижает эмоционального воздействия его музыки, но воспринимается неоднозначно и вызывает критику — к примеру, со стороны Уинтона Марсалиса, называющего Брэкстона «хорошим шахматистом».

## Фри-джаз вне США

### Западная Европа

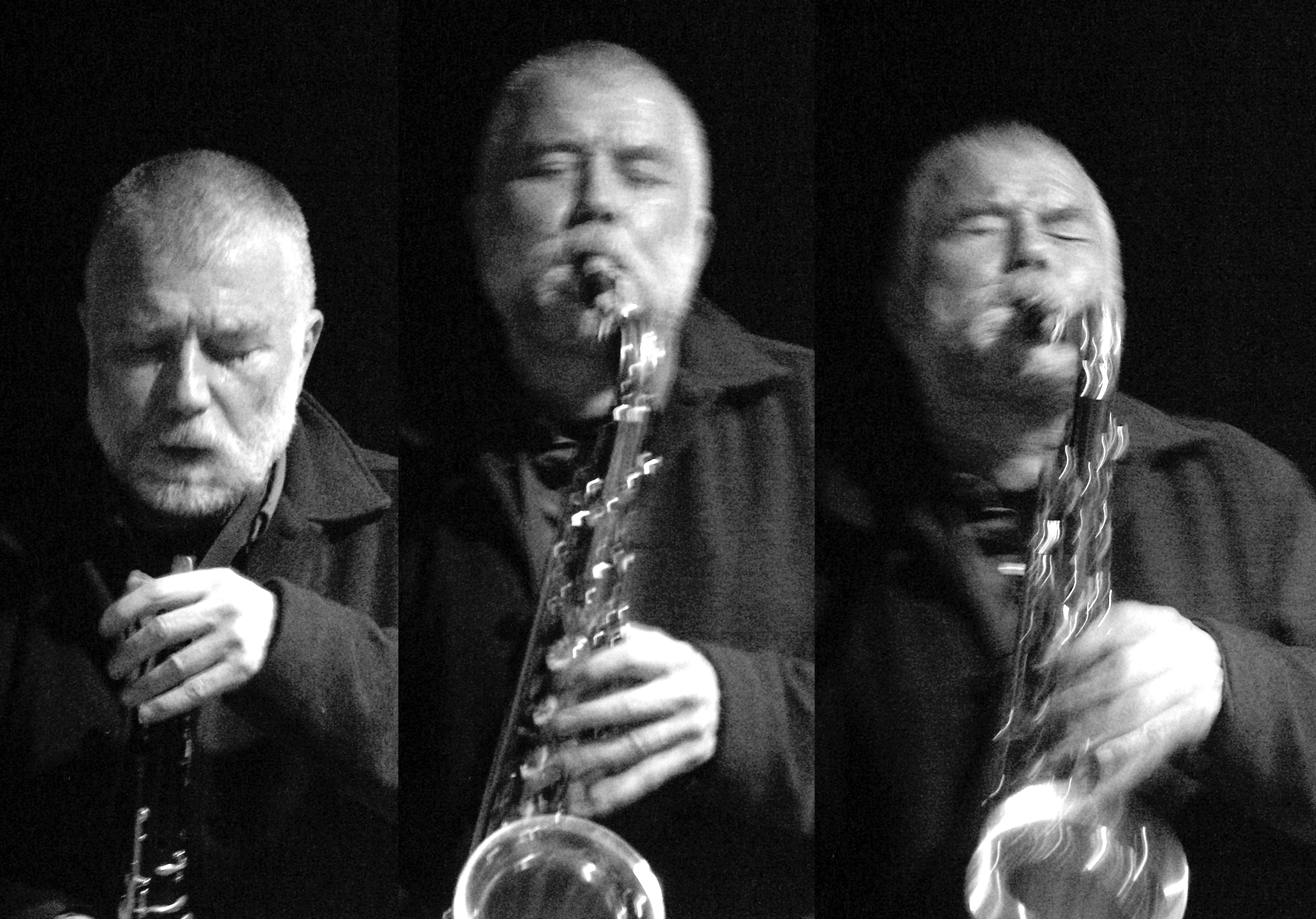
Петер Брётцман

Одним из первых европейских исполнителей свободного джаза стал немецкий саксофонист Петер Брётцман. Его радикальные эксперименты, узнаваемый стиль повлияли на целую плеяду европейских фри-джазовых музыкантов. Петер отметился во множестве проектов; из последних — трио Sonore с двумя другими саксофонистами — шведом Матсом Густаффсоном и американцем Кеном Вандермарком. Однако одновременно с Брётцманом (первая пластинка которого увидела свет в 1967 году) начинали свою карьеру и другие немецкие джазмены — к примеру, басист Питер Ковальд и пианист Александр фон Шлиппенбах. Последний, как уже было сказано, основал биг-бэнды Globe Unity Orchestra и Berlin Contemporary Jazz Orchestra, в составе которых в разное время успели «засветиться» многие значительные европейские фри-джазовые музыканты. В частности, английский саксофонист Ивэн Паркер, голландский пианист украинского происхождения Миша Менгельберг, его коллега по Instant Composers Pool Виллем Брёкер, немецкий мультиинструменталист Гюнтер Хампель, гитарист Буши Нибергалл (в числе основателей) и многие другие. В середине 1960-х годов основными составами, в чей актив можно занести расцвет европейского фри-джаза, были квинтеты Хампеля и Шуфа, а также трио Брётцмана.
Одной из ключевых особенностей европейского фри-джаза было стремление многих исполнителей к привнесению в свои выступления разнородных элементов — например, некоторых черт различных музыкальных традиций Европы (включая военную музыку) и даже марксистской пропаганды. В этом отношении европейский подход к свободному джазу был не слишком далёк от американского, но позволил различным музыкантам выработать своё, уникальное звучание, основываясь в целом на «американской» канве. Среди ансамблей, наиболее преуспевших на ниве подобных кросс-стилистических экспериментов — Kollektief нидерландского саксофониста Виллема Брёкера (впоследствии эти приёмы, наряду с театрально-комическими шоу, стали «фирменными» чертами музыки Брёкера) и Globe Unity Orchestra Александра фон Шлиппенбаха. Некоторые английские импровизаторы — например, саксофонист Лол Коксхилл — также использовали народную музыку, в то время как остальные британцы предпочитали подобным компонентам более неидиоматический стиль, впоследствии ушедший в своём развитии далеко за рамки фри-джаза.
Фри-джаз — не авангард, это музыка сорокалетней давности! В 1960-е, когда мне было 16-17 лет, фри-джаз был остро актуален, а диксиленд был музыкой сорокалетней давности. И тех, кто слушали диксиленд, мы называли moldy figs. А теперь музыка сорокалетней давности — это фри-джаз. И те, кто им занимается — заплесневелые фиги!
Знаменитый норвежец, саксофонист Ян Гарбарек, известный огромным стилистическим разнообразием исполняемой им музыки, не обошёл вниманием и фри-джаз, что особенно отчётливо слышно в его ранних работах. Также из европейских деятелей свободного джаза следует выделить итальянского трубача Энрико Раву, английского гитариста-импровизатора Дерека Бейли (сформулировал теорию неидиоматической импровизации), его земляка, тромбониста Пола Ратерфорда, влиятельного немецкого тромбониста Альберта Мангельсдорффа, трубача Манфреда Шуфа, норвежского саксофониста Фроде Гьёрстада, его датского коллегу Джона Чикая.
Некоторые представители второго поколения немецких исполнителей фри-джаза больше тяготеют к европейской музыкальной традиции — Тео Йоргенсманн, Иоганнес Бауэр. Внесли свой вклад в развитие западноевропейской фри-джазовой сцены голландцы Яспер Ван’т Хоф и Хан Беннинк, а также причисляемый к пионерам европейского авангарда бельгиец Фред ван Хов.
Что касается Восточной Европы, то можно отметить польского кларнетиста-экспериментатора Ежи Маззолла, основателя международного фестиваля «Арт Депо», и певицу Иву Битову. Также с начала 1960-х годов известен польский фри-джазовый трубач Томаш Станко, сотрудничавший с Сесилом Тэйлором, Лестером Боуи и другими.

### СССР и постсоветское пространство

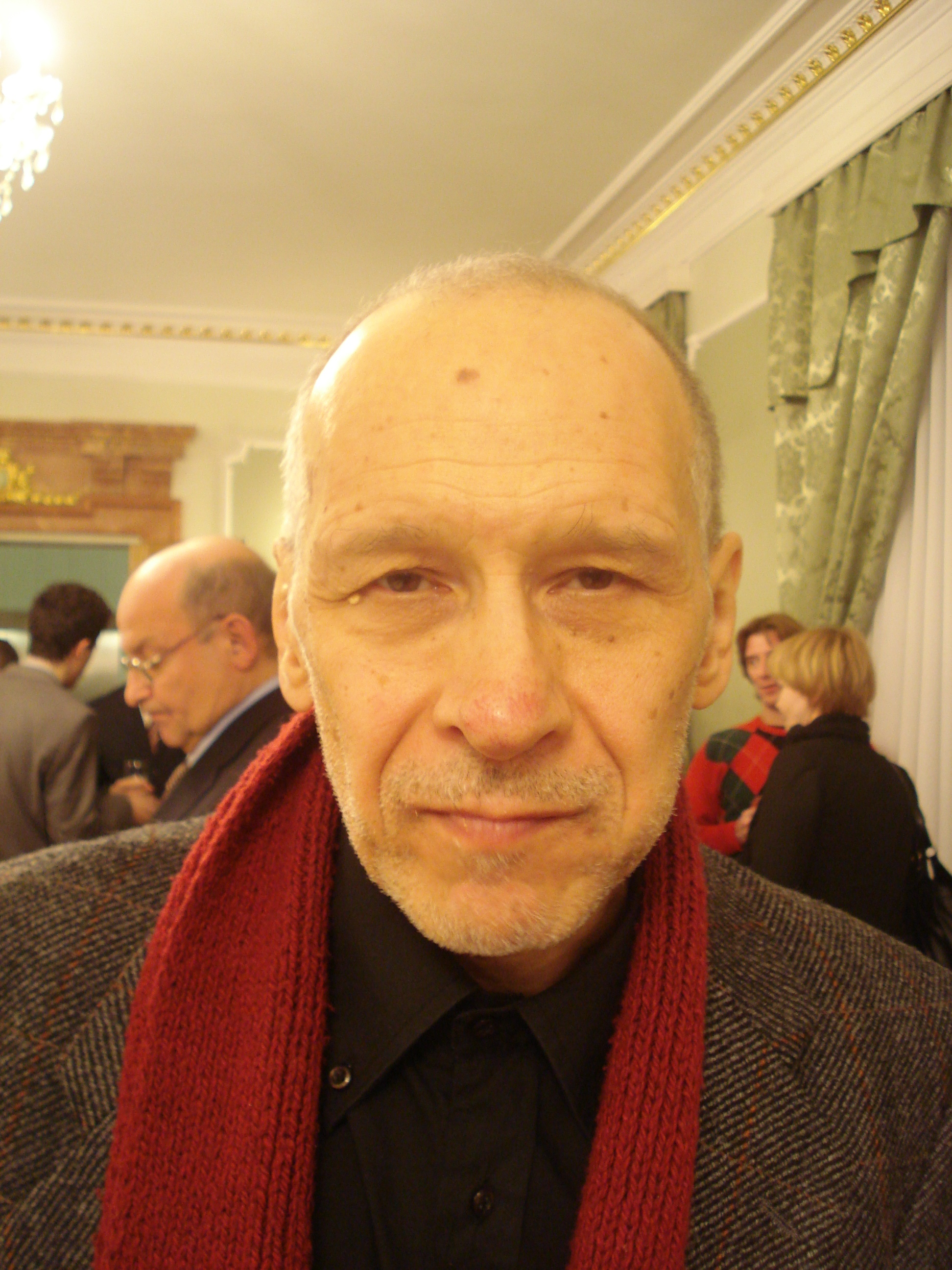
Владимир Чекасин

Первым советским исполнителем фри-джаза часто называют композитора и пианиста Евгения Геворгяна. Тем не менее явление советского фри-джаза во всём мире ассоциируется в первую очередь с трио ГТЧ (Вячеслав Ганелин, Владимир Тарасов, Владимир Чекасин). Этот ансамбль, сформировавшийся в 1971 в Вильнюсе, стал первым советским джазовым составом, получившим известность в Западной Европе и выпускавшим альбомы за рубежом. После фестиваля, состоявшегося в 1980 году в Западном Берлине, немецкий джазовый критик Йоахим Эрнст Берендт писал: «Огромным сюрпризом было трио Ганелина из Советской Литвы. Три музыканта с захватывающей интенсивностью играют примерно на пятнадцати инструментах и доводят своё выступление до эйфории. Они показали самый необузданный и одновременно самый организованный фри-джаз, какой мне когда-либо приходилось слышать». Непростой была судьба свободного джаза в СССР, где, по мнению музыковеда Тодда Дженкинса, гонения на так называемое «дегенеративное искусство» были аналогичны гитлеровским. По словам музыкального критика, журналиста «Deutsche Welle» Андрея Горохова, «в СССР фри-джаз воспринимался как явно антисоветское развлечение». Согласно подсчётам Е. С. Барбана, в начале 1980-х годов в 280-миллионной стране такой музыкой занимались 46 человек.
Почти одновременно с ГТЧ, в 1970 году, альт-саксофонист и флейтист Владимир Резицкий собрал ансамбль «Архангельск», исполнявший музыку на стыке самых разнообразных жанров и получивший впоследствии мировую известность. Своеобразная исполнительская техника Резицкого выделяла его из числа советских джазменов. Позже, в 1990-е годы, Владимир Петрович организовал коллектив «Джаз-архангел», участвовал в «Оркестре московских композиторов», выступал в качестве свободного солиста (совместно с Владимиром Тарасовым, Владимиром Миллером, Сергеем Летовым, Вячеславом Гайворонским, Олегом Юдановым), а также являлся организатором многих джазовых фестивалей.
Согласно одной из версий, у истоков российского фри-джаза стоял саксофонист Виктор Лукин. Кроме того, с 1980 года выступает виолончелист Владислав Макаров, специализирующийся на свободной импровизации, основатель и вдохновитель «смоленской школы новой импровизационной музыки». Саксофонист Сергей Летов, сотрудничавший с большей частью крупнейших российских джазовых авангардистов, упоминает, что на сцену его вывел в 1982 году барабанщик Михаил Жуков (впоследствии — участник группы Звуки Му и соратник Сергея Курёхина, чья «Поп-механика», объединившая большое количество музыкантов различных жанров, занимает отдельное место в истории российской музыки). В 1979 году совместно с саксофонистом Владимиром Чекасиным начал выступать пианист Олег Молокоедов (в квартет также вошли барабанщик Гедиминас Лауринавичюс и басист Леонид Шинкаренко). Позднее, в 1980—1990-е годы, Молокоедов активно взаимодействовал с литовским джазменом Витасом Лабутисом, учеником Чекасина, и участвовал в квартете «СибЛитМаш».
Сотрудничал с Летовым и Шилклопером украинский саксофонист Юрий Яремчук, в дуэте с Шилклопером также отметился пианист Андрей Кондаков.
В 1989 году в Цюрихе прошла серия концертов «Современный советский джаз», где, помимо трио ГТЧ, приняли участие такие музыканты, как Сергей Курёхин, Анатолий Вапиров, Владимир Волков (будущий основатель «Волковтрио»), Вячеслав Гайворонский, московский ансамбль ТРИ"О" (Аркадий Шилклопер, Аркадий Кириченко, Сергей Летов), новосибирские ансамбли «Снежные дети» и Homo Liber (Владимир Толкачёв, Сергей Беличенко, Юрий Юкечев, Сергей Панасенко), певица Азиза Мустафа-заде. Незадолго до фестиваля под маркой Leo Records увидела свет восьмитомная антология «Документ — новая музыка из России». Следующая подобная антология появилась позже, в 2002 году, под заголовком «Golden Years of the Soviet New Jazz».
С ТРИ"О" впоследствии сотрудничали такие известные исполнители, как фаготист Александр Александров, фри- и этно-джазовый трубач и флюгельгорнист Юрий Парфёнов.
Отдельного упоминания заслуживает «Оркестр московских композиторов», созданный в 1985 году трубачом Андреем Соловьёвым (ныне — музыкант группы «Вежливый отказ» и координатор «Московского импровизационного общества») и объединивший столь значительные на джазовой сцене имена, как Владимир Резицкий, Владимир Миллер, Аркадий Шилклопер, Вячеслав Гайворонский, Владимир Тарасов, Владимир Волков, Юрий Парфёнов, Игорь Паращук, Михаил Жуков, Виктор Мельников, Владислав Макаров, Сергей Летов, Аркадий Кириченко, Витас Пилибавичюс, Сайнхо Намчылак и другие. Толчок к созданию оркестра был дан дебютным выступлением «Поп-механики» Сергея Курёхина в 1984 году, которое произвело огромное впечатление на музыкантов и слушателей. В конце 1980-х годов в творческой деятельности «Оркестра московских композиторов» наступила пауза, после чего коллектив был возрождён под руководством Владимира Миллера. В тот же период на лейбле Leo Records увидела свет пластинка «Короли и капуста». Однако вскоре состав распался (по словам Андрея Соловьёва, причиной стали финансовые разногласия). Попытки реанимировать проект не приносили успеха, но в 2007 году коллектив принял участие в швейцарском фестивале UnCool.
В современной России, помимо классиков отечественного фри-джаза, ведёт активную деятельность и более молодое поколение исполнителей, среди которых саксофонисты Алексей Круглов, Илья Белоруков, мультиинструменталист и теоретик импровизации Роман Столяр.

### Азия
Свободный джаз в Японии имеет практически столь же давнюю историю, как в США. К примеру, музыковед, продюсер и критик Тэруто Соэдзима прочёл лекцию «История японского фри-джаза с 1965 до наших дней». В 1969 году токийский пианист Ёсукэ Ямасита собрал ансамбль The Kamikaze Trio, в названии которого отразилось прозвище музыканта, «джазовый камикадзе», полученное им за радикальные экспериментаторские взгляды. В 1979 году трио участвовало в джазовом фестивале (Ньюпорт), а сам Ямасита начал сотрудничество с представителями AACM.
В Европе получила известность пианистка и исполнительница на кото Аки Такасэ. Значительную часть её творчества занимает этническая музыка в современных прочтениях, среди которых числится и фри-джаз. К ветеранам японского фри-джаза также причисляют пианиста Кацуюки Итакура. Профессор, саксофонист и кларнетист Масами Судзуки не раз посещал Россию, где сотрудничал с Романом Столяром и Сергеем Летовым.

### Африка
Из исполнителей свободного джаза, родившихся в Африке, наибольшей известностью обладают южноафриканец Крис Макгрегор — пианист, сочетавший в своём творчестве фри-джазовые приёмы и африканскую этническую музыку, и Фил Ваксман — угандийский скрипач, сотрудничавший с Дереком Бейли, Фредом ван Ховом и другими крупными фри-джазовыми именами.

## Влияние на другие стили и жанры

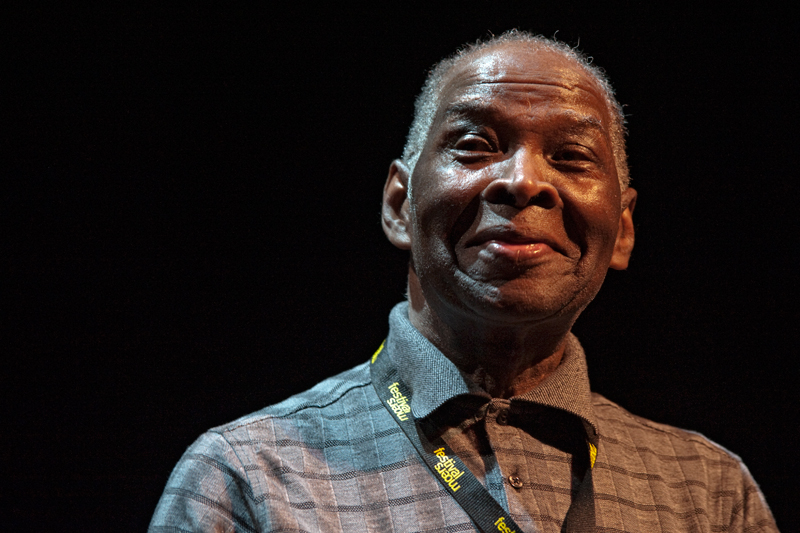
Мухал Ричард Абрамс

В силу расплывчатости определения и жанровых границ, у фри-джаза почти отсутствуют непосредственные производные стили, за исключением уже упомянутого лофт-джаза. Тем не менее фри-джаз оказал большое влияние на развитие жанра свободной импровизации (free improv). Эти направления тесно переплетаются и взаимодействуют.
Пересечения фри-джаза (а также бибопа, джаз-фьюжна) с поп- и рок-музыкой породили направление, получившее название модерн криэйтив (modern creative) — к нему относят, в частности, творчество Мухала Ричарда Абрамса, Фреда Андерсона, Мэттью Шиппа. Комбинация же свободного джаза с фанковой музыкой вылилась в обособление стиля фри-фанк, к которому обращались уже прославившиеся на фри-джазовой сцене Art Ensemble of Chicago, Дерек Бейли и другие.
Влияния фри-джаза можно проследить в авангардном и экспериментальном роке, особенно второй половины 1960-х годов, в частности, в краут-роке. К примеру, немецкая краут-рок-группа Can использовала в своих работах принципы свободной импровизации. Непосредственную дань творчеству Орнетта Коулмэна и Альберта Эйлера отдают саксофонные партии рок-экспериментатора Капитан Бифхарт, особенно на альбоме 1969 года «Trout Mask Replica». Следует отдельно упомянуть английского саксофониста Лола Коксхилла, исповедующего принципы свободной импровизации. Коксхилл принял участие в записи большого количества альбомов прогрессив-рок-групп, особенно принадлежащих кентерберийской сцене — в частности, Caravan, Delivery, различные проекты Хью Хоппера. Помимо Коксхилла, свой след в кентерберийском звучании оставили и другие свободные импровизаторы — к примеру, Фред Фрит (Henry Cow, Art Bears), соратник Джона Зорна; пианистка Карла Блей и её коллега по Jazz Composers Guild трубач Михаэль Мантлер — что позволяет судить о достаточном тесном взаимодействии фри-джаза и музыки кентербери, как части прогрессивного рока. Послужной список же Лола Коксхилла составляют также совместные творения с различными музыкантами, работающими в жанрах, для которых свободная форма и импровизация совершенно не характерны: можно отметить многопланового композитора и исполнителя Майка Олдфилда и электрик-фолк-группу The Albion Band. Саксофонист записывался и с основателем Soft Machine (чьи эксперименты с современным джазом выразительны сами по себе) Кевином Эйерсом.

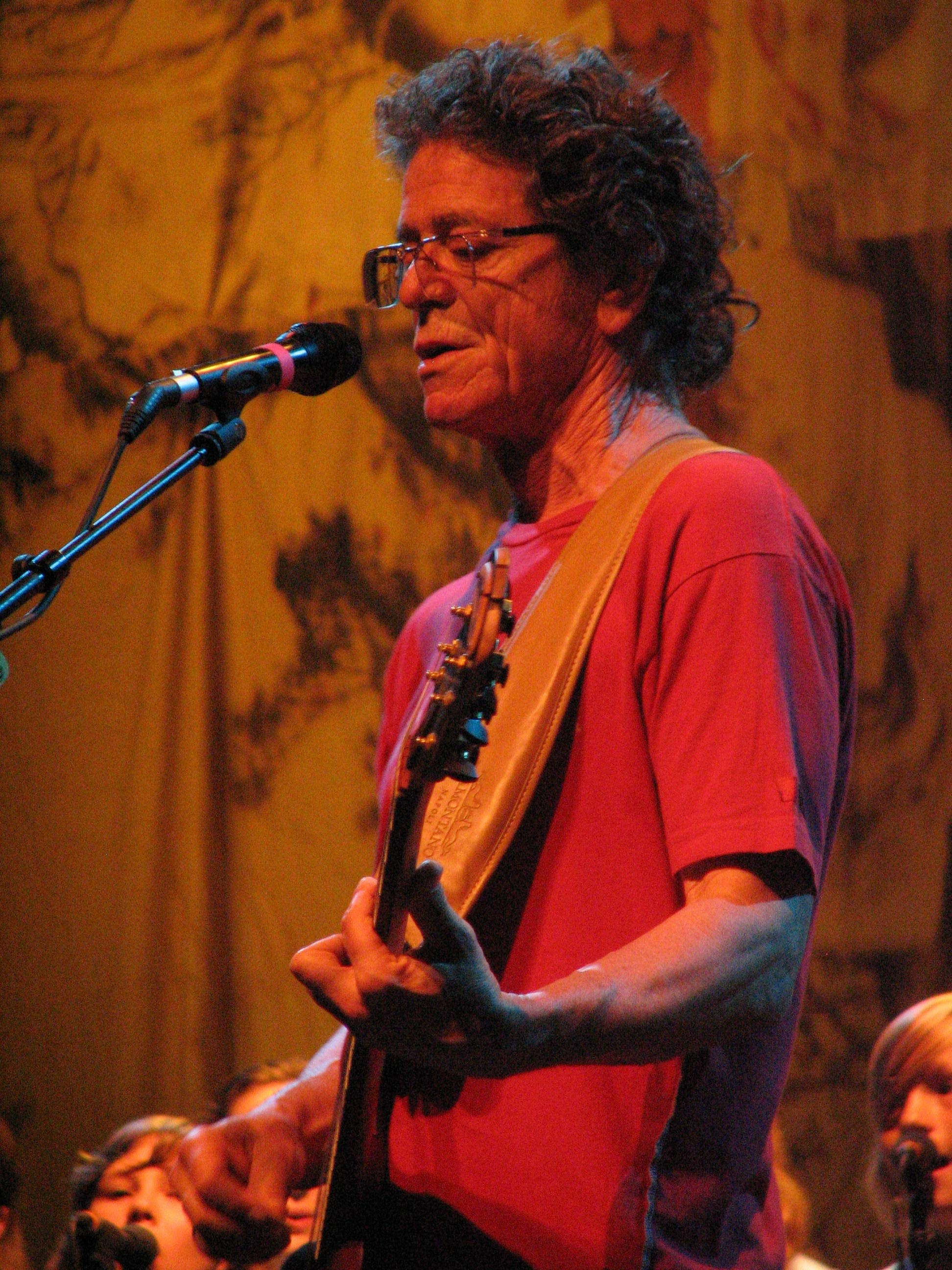
Лу Рид

Согласно отдельным исследованиям, фри-джазовые музыканты внесли большой вклад в создание и развитие панк-рока. В частности, в раннем творчестве группы MC5 (альбом «Kick Out the Jams» и любительские записи 1960-х годов) прослеживаются влияния творчества Сан Ра и Фэроу Сэндерса. Известен также саксофонист Стив Мэккэй, отметившийся на записях группы The Stooges. Влияния фри-джаза (благодаря как работе Мэккэя, так и свободной структуре) отчётливо слышны в композиции The Stooges «L.A. Blues». Показателен и тот факт, что группа Sonic Youth отыграла совместное шоу с Сан Ра незадолго до смерти последнего.
Не обошлось без отголосков джазового авангарда и в творчестве других деятелей прото-панка — знаменитых The Velvet Underground, чей лидер, Лу Рид, не раз говорил о своей любви к творчеству Орнетта Коулмэна и Дона Черри, признавая влияние Коулмэна на свою музыкальную деятельность и даже пытаясь подражать его манере в своих гитарных соло. Впоследствии, в 1978 году, Дон Черри принял участие в записи сольного альбома Лу Рида «The Bells». Сотрудничество музыкантов этим не ограничилось: игра Черри звучит и на концертном бутлеге Рида «Sweet Lou — Walking in Los Angeles». Примеру Лу Рида, подражавшего фри-джазовым исполнительским приёмам, последовали такие рок-музыканты, как Том Верлен и Ричард Ллойд из группы Television, а также Роберт Куайн из The Voidoids.
Влияния фри-джаза прослеживаются и в наиболее экстремальных, «шумовых» стилях современной музыки. Ярким примером является проект Джона Зорна Naked City, объединявший элементы множества жанров, но за основу взявший авангардный джаз и приёмы, позаимствованные из «крайних форм» рока — в частности, грайндкора. Радикальной шумовой музыкой занимается также группа Borbetomagus, состоящая из двух саксофонов и гитары. Саксофонист команды Джим Сотер признавался, что творчество Джона Колтрейна, Альберта Эйлера, Орнетта Коулмэна повлияло на них и вдохновило на создание собственной, особой эстетики. Ближайшие коллеги коллектива — Blurt, Spanish Kitchen и Bazooka.
В целом, общая авангардная (и околоджазовая в частности) сцена, способная вбирать в себя элементы самых разнообразных музыкальных стилей, испытала влияние фри-джаза в различных формах и сочетаниях. Помимо вышеупомянутых исполнителей, следует отметить калифорнийского контрабасиста Боба Вассермана, объединившего приёмы фри-джаза, прогрессивного кантри и эйсид-рока в своих альбомах «Solo» (1983) и «Trios» (1994), в записи которых приняли участие джазовые, блюзовые, фолк- и рок-музыканты. Современными кросс-стилистическими экспериментами занимались и Марти Эрлих, Кен Вандермарк, британский фаготист Пол Данмэлл.
Е. С. Барбан раскрывает взаимодействие фри-джаза с другими музыкальными жанрами следующим образом:
К группам родственных новому джазу языков можно отнести язык традиционного джаза и язык любой неджазовой импровизированной или алеаторической музыки (как современной европейской, так и самых экзотических фольклорных её разновидностей), причем родственность эта прослеживается по различным структурным осям самой музыки. Если связь свободного джаза с джазовой традицией осуществляется по синтагматической — имманентной ему — оси через интонацию, тематизм, свинг, звукоизвлечение, то его новоевропейские и инокультурные связи проходят по парадигматической оси новоджазовой композиции (через принцип формообразования и синтаксические модели порождения музыкального текста).
Владимир Фейертаг упоминает, что вокалистку джазового авангарда Дженни Ли можно считать одной из прародительниц рэпа за счёт использования в импровизациях фрагментов слов, фонетических образований, которым придавался необычный тембр.

## Ключевые релизы
Список составлен согласно мнению Е. С. Барбана, приведённому в книге «Чёрная музыка, белая свобода», а также рейтингу Allmusic.
| Список релизов                                         | Список релизов                                      | Список релизов | Список релизов         | Список релизов                   |
| ------------------------------------------------------ | --------------------------------------------------- | -------------- | ---------------------- | -------------------------------- |
| Исполнитель                                            | Название                                            | Год выпуска    | Лейбл                  | Рейтинг Allmusic                 |
| Мухал Ричард Абрамс (Muhal Richard Abrams)             | Levels and Degrees of Light                         | 1968           | Delmark Records        | Альбом (англ.) на сайте Allmusic |
| Мухал Ричард Абрамс (Muhal Richard Abrams)             | 1-OQA+19                                            | 1977           | Black Saint            | Альбом (англ.) на сайте Allmusic |
| Мухал Ричард Абрамс (Muhal Richard Abrams)             | Rejoicing with the Light                            | 1983           | Black Saint            | Альбом (англ.) на сайте Allmusic |
| Air                                                    | Air Time                                            | 1977           | Nessa Records          | Альбом (англ.) на сайте Allmusic |
| Air                                                    | Montreux Suisse                                     | 1978           | Arista Novus           | Альбом (англ.) на сайте Allmusic |
| Air                                                    | Air Lore                                            | 1979           | Arista Novus           | Альбом (англ.) на сайте Allmusic |
| Art Ensemble of Chicago                                | People in Sorrow                                    | 1969           | Nessa Records          | Альбом (англ.) на сайте Allmusic |
| Art Ensemble of Chicago                                | Bap-Tizum                                           | 1972           | Koch Jazz              | Альбом (англ.) на сайте Allmusic |
| Art Ensemble of Chicago                                | Nice Guys                                           | 1991           | ECM Records            | Альбом (англ.) на сайте Allmusic |
| Альберт Эйлер (Albert Ayler)                           | Ghosts (Vibrations)                                 | 1964           | Freedom Records        | Альбом (англ.) на сайте Allmusic |
| Альберт Эйлер (Albert Ayler)                           | In Greenwich Village                                | 1966           | Impulse! Records       | Альбом (англ.) на сайте Allmusic |
| Альберт Эйлер (Albert Ayler)                           | Love Cry                                            | 1967           | Impulse! Records       | Альбом (англ.) на сайте Allmusic |
| Пол Блей (Paul Bley)                                   | Barrage                                             | 1964           | ESP-Disk               | Альбом (англ.) на сайте Allmusic |
| Пол Блей (Paul Bley)                                   | Axis                                                | 1977           | Improvising Artists    | Альбом (англ.) на сайте Allmusic |
| Пол Блей (Paul Bley)                                   | Not Two, Not One                                    | 1999           | ECM Records            | Альбом (англ.) на сайте Allmusic |
| Хамиет Блутт (Hamiett Bluiett)                         | Resolution                                          | 1977           | Black Saint            | Альбом (англ.) на сайте Allmusic |
| Хамиет Блутт (Hamiett Bluiett)                         | Endangered Species                                  | 1977           | India Navigation       | Альбом (англ.) на сайте Allmusic |
| Хамиет Блутт (Hamiett Bluiett)                         | Walkin' & Talkin'                                   | 1991           | Tutu                   | Альбом (англ.) на сайте Allmusic |
| Лестер Боуи (Lester Bowie)                             | Numbers 1 & 2                                       | 1967           | Nessa Records          | Альбом (англ.) на сайте Allmusic |
| Лестер Боуи (Lester Bowie)                             | Fast Last                                           | 1974           | Muse Records           | Альбом (англ.) на сайте Allmusic |
| Лестер Боуи (Lester Bowie)                             | The Great Pretender                                 | 1981           | ECM Records            | Альбом (англ.) на сайте Allmusic |
| Энтони Брэкстон (Anthony Braxton)                      | For Alto                                            | 1968           | Delmark Records        | Альбом (англ.) на сайте Allmusic |
| Энтони Брэкстон (Anthony Braxton)                      | The Montreaux/Berlin Concerts                       | 1975           | Arista Records         | Альбом (англ.) на сайте Allmusic |
| Энтони Брэкстон (Anthony Braxton)                      | Beyond Quantum                                      | 2008           | Tzadik Records         | Альбом (англ.) на сайте Allmusic |
| Виллем Брёкер (Willem Breuker)                         | New Acoustic Swing Duo                              | 1967           | Instant Composers Pool |                                  |
| Виллем Брёкер (Willem Breuker)                         | Instant Composers Pool                              | 1968           | Instant Composers Pool |                                  |
| Виллем Брёкер (Willem Breuker)                         | In Holland                                          | 1982           | BVHaast Records        | Альбом (англ.) на сайте Allmusic |
| Петер Брётцман (Peter Brötzmann)                       | Machine Gun                                         | 1968           | Free Music Production  | Альбом (англ.) на сайте Allmusic |
| Петер Брётцман (Peter Brötzmann)                       | Nipples                                             | 1969           | Unheard Music Series   | Альбом (англ.) на сайте Allmusic |
| Петер Брётцман (Peter Brötzmann)                       | 14 Love Poems                                       | 2004           | Free Music Production  | Альбом (англ.) на сайте Allmusic |
| Дон Черри (Don Cherry)                                 | Symphony for Improvisers                            | 1966           | Blue Note              | Альбом (англ.) на сайте Allmusic |
| Дон Черри (Don Cherry)                                 | Eternal Rhythm                                      | 1968           | MPS Records            | Альбом (англ.) на сайте Allmusic |
| Дон Черри (Don Cherry)                                 | Actions (with Krzysztof Penderecki)                 | 1977           | Philips Records        | Альбом (англ.) на сайте Allmusic |
| Дон Черри (Don Cherry)                                 | Don Cherry                                          | 1977           | Horizon Records        | Альбом (англ.) на сайте Allmusic |
| Орнетт Коулмэн (Ornette Coleman)                       | Free Jazz: A Collective Improvisation               | 1960           | Atlantic Records       | Альбом (англ.) на сайте Allmusic |
| Орнетт Коулмэн (Ornette Coleman)                       | This Is Our Music                                   | 1960           | Atlantic Records       | Альбом (англ.) на сайте Allmusic |
| Орнетт Коулмэн (Ornette Coleman)                       | Ornette!                                            | 1961           | Atlantic Records       | Альбом (англ.) на сайте Allmusic |
| Джон Колтрейн (John Coltrane)                          | A Love Supreme                                      | 1964           | Impulse! Records       | Альбом (англ.) на сайте Allmusic |
| Джон Колтрейн (John Coltrane)                          | Cosmic Music                                        | 1966           | Impulse! Records       | Альбом (англ.) на сайте Allmusic |
| Джон Колтрейн (John Coltrane)                          | Interstellar Space                                  | 1967           | Impulse! Records       | Альбом (англ.) на сайте Allmusic |
| Билл Диксон (Bill Dixon)                               | Intents & Purposes: The Jazz Artistry of Bill Dixon | 1967           | RCA Records            | Альбом (англ.) на сайте Allmusic |
| Билл Диксон (Bill Dixon)                               | November 1981                                       | 1981           | Soul Note              | Альбом (англ.) на сайте Allmusic |
| Билл Диксон (Bill Dixon)                               | Sons of Sisyphus                                    | 1988           | Soul Note              | Альбом (англ.) на сайте Allmusic |
| Эрик Дольфи (Eric Dolphy)                              | Other Aspects                                       | 1962           | Blue Note              | Альбом (англ.) на сайте Allmusic |
| Эрик Дольфи (Eric Dolphy)                              | Iron Man                                            | 1963           | Westwind Records       | Альбом (англ.) на сайте Allmusic |
| Эрик Дольфи (Eric Dolphy)                              | Out to Lunch                                        | 1964           | Blue Note              | Альбом (англ.) на сайте Allmusic |
| Трио Вячеслава Ганелина (Ganelin Trio)                 | Catalogue: Live in East Germany                     | 1979           | Leo Records            | Альбом (англ.) на сайте Allmusic |
| Трио Вячеслава Ганелина (Ganelin Trio)                 | Encores                                             | 1981           | Leo Records            | Альбом (англ.) на сайте Allmusic |
| Трио Вячеслава Ганелина (Ganelin Trio)                 | Poi Segue                                           | 1981           | Мелодия                | Альбом (англ.) на сайте Allmusic |
| Оливер Лэйк (Oliver Lake)                              | Heavy Spirits                                       | 1975           | Black Lion             | Альбом (англ.) на сайте Allmusic |
| Оливер Лэйк (Oliver Lake)                              | The Prophet                                         | 1980           | Black Lion             | Альбом (англ.) на сайте Allmusic |
| Оливер Лэйк (Oliver Lake)                              | Expandable Language                                 | 1984           | Black Lion             | Альбом (англ.) на сайте Allmusic |
| Роско Митчелл (Roscoe Mitchell)                        | Sound                                               | 1966           | Delmark Records        | Альбом (англ.) на сайте Allmusic |
| Роско Митчелл (Roscoe Mitchell)                        | Congliptious                                        | 1968           | Nessa Records          | Альбом (англ.) на сайте Allmusic |
| Роско Митчелл (Roscoe Mitchell)                        | Nonaah                                              | 1988           | Nessa Records          | Альбом (англ.) на сайте Allmusic |
| Дэвид Мюррей (David Murray)                            | Sweet Lovely                                        | 1979           | Black Saint            | Альбом (англ.) на сайте Allmusic |
| Дэвид Мюррей (David Murray)                            | Ming                                                | 1980           | Black Saint            | Альбом (англ.) на сайте Allmusic |
| Дэвид Мюррей (David Murray)                            | Special Quartet                                     | 1990           | Disk Union             | Альбом (англ.) на сайте Allmusic |
| Фэроу Сэндерс (Pharoah Sanders)                        | Tauhid                                              | 1966           | GRP Records            | Альбом (англ.) на сайте Allmusic |
| Фэроу Сэндерс (Pharoah Sanders)                        | Karma                                               | 1969           | GRP Records            | Альбом (англ.) на сайте Allmusic |
| Фэроу Сэндерс (Pharoah Sanders)                        | Journey to the One                                  | 1980           | Evidence Records       | Альбом (англ.) на сайте Allmusic |
| Александр фон Шлиппенбах (Alexander von Schlippenbach) | Globe Unity                                         | 1966           | Saba Entertainment     | Альбом (англ.) на сайте Allmusic |
| Александр фон Шлиппенбах (Alexander von Schlippenbach) | Pakistani Pomade                                    | 1972           | Atavistic Records      | Альбом (англ.) на сайте Allmusic |
| Александр фон Шлиппенбах (Alexander von Schlippenbach) | Swinging the BIM                                    | 2000           | Free Music Production  | Альбом (англ.) на сайте Allmusic |
| Арчи Шепп (Archie Shepp)                               | Four for Trane                                      | 1964           | GRP Records            | Альбом (англ.) на сайте Allmusic |
| Арчи Шепп (Archie Shepp)                               | Fire Music                                          | 1965           | Impulse! Records       | Альбом (англ.) на сайте Allmusic |
| Арчи Шепп (Archie Shepp)                               | The Cry of My People                                | 1973           | Impulse! Records       | Альбом (англ.) на сайте Allmusic |
| Вадада Лео Смит (Wadada Leo Smith)                     | Reflectativity                                      | 1974           | Kabell Records         | Альбом (англ.) на сайте Allmusic |
| Вадада Лео Смит (Wadada Leo Smith)                     | Divine Love                                         | 1978           | ECM Records            | Альбом (англ.) на сайте Allmusic |
| Вадада Лео Смит (Wadada Leo Smith)                     | Rastafari                                           | 1983           | Boxholder Records      | Альбом (англ.) на сайте Allmusic |
| Сан Ра (Sun Ra)                                        | The Heliocentric Worlds of Sun Ra                   | 1965           | ESP-Disk               | Альбом (англ.) на сайте Allmusic |
| Сан Ра (Sun Ra)                                        | Space Is the Place                                  | 1965           | GRP Records            | Альбом (англ.) на сайте Allmusic |
| Сан Ра (Sun Ra)                                        | Lanquidity                                          | 1978           | Evidence Records       | Альбом (англ.) на сайте Allmusic |
| Сесил Тэйлор (Cecil Taylor)                            | Unit Structures                                     | 1966           | Blue Note              | Альбом (англ.) на сайте Allmusic |
| Сесил Тэйлор (Cecil Taylor)                            | Conquistador!                                       | 1966           | Blue Note              | Альбом (англ.) на сайте Allmusic |
| Сесил Тэйлор (Cecil Taylor)                            | The Great Concert of Cecil Taylor                   | 1969           | Prestige Records       | Альбом (англ.) на сайте Allmusic |
| Сесил Тэйлор (Cecil Taylor)                            | Fly! Fly! Fly! Fly! Fly!                            | 1980           | MPS Records            | Альбом (англ.) на сайте Allmusic |
| Джон Зорн (John Zorn)                                  | Archery                                             | 1981           | Tzadik Records         | Альбом (англ.) на сайте Allmusic |
| Джон Зорн (John Zorn)                                  | News for Lulu                                       | 1987           | Harmonia Mundi         | Альбом (англ.) на сайте Allmusic |
| Джон Зорн (John Zorn)                                  | Masada: Live in Sevilla 2000 (with Masada)          | 2000           | Tzadik Records         | Альбом (англ.) на сайте Allmusic |